# Inégalité de Popoviciu
En analyse convexe, l'inégalité de Popoviciu est une inégalité portant sur les fonctions convexes. Elle ressemble à l'inégalité de Jensen et a été découverte en 1965 par le mathématicien roumain Tiberiu Popoviciu.

## Énoncé
Soit f une fonction d'un intervalle {\displaystyle I\subset \mathbb {R} } dans {\displaystyle \mathbb {R} }. Si f est convexe, alors, pour trois points quelconques x, y et z de I,, 
{\displaystyle {\frac {2}{3}}\left[f\left({\frac {x+y}{2}}\right)+f\left({\frac {y+z}{2}}\right)+f\left({\frac {z+x}{2}}\right)\right]\leqslant {\frac {f(x)+f(y)+f(z)}{3}}+f\left({\frac {x+y+z}{3}}\right)}
Si une fonction f est continue, alors elle est convexe si et seulement si l'inégalité ci-dessus est vraie pour tout x, y et z de I. Lorsque f est strictement convexe, l’inégalité est stricte sauf pour x = y = z.

## Généralisation
Cette inégalité peut être généralisée à n’importe quel nombre fini n de points au lieu de 3, pris à droite k à la fois au lieu de 2 à la fois :
Soit f une fonction continue d'un intervalle {\displaystyle I\subset \mathbb {R} } dans {\displaystyle \mathbb {R} }. Alors f est convexe si et seulement si, pour tout entier n et k où n ≥ 3 et 2 ≤ k ≤ n–1 et n points quelconques x1, ..., xn de I, 
{\displaystyle {\frac {1}{k}}{\binom {n-2}{k-2}}\left({\frac {n-k}{k-1}}\sum _{i=1}^{n}f(x_{i})+nf\left({\frac {1}{n}}\sum _{i=1}^{n}x_{i}\right)\right)\geqslant \sum _{1\leqslant i_{1}<\dots <i_{k}\leqslant n}f\left({\frac {1}{k}}\sum _{j=1}^{k}x_{i_{j}}\right)}
L'inégalité de Popoviciu peut également être généralisée en une inégalité pondérée,,. L'article de Popoviciu a été publié en roumain, mais le lecteur intéressé peut trouver ses résultats dans la revue en lien Zentralblatt MATH.